# Jean Pacot
Pour les articles homonymes, voir Pacot.
Jean Pacot est un footballeur international français, né le 21 janvier 1890 dans le 18e arrondissement de Paris, décédé le 12 juillet 1962 à Provins.

## Biographie
Athlète et joueur de billard, son poste de prédilection au football est attaquant. Il ne compte qu'une sélection en équipe de France de football, France-Angleterre amateur à Gentilly au stade de la F.G.S.P.F en 1909.

## Clubs successifs
- C.A. Pierrefitte

## Carrière
C'est afin de ménager la susceptibilité de la Fédération cycliste et athlétique de France, qui comme son nom ne l'indique pas, comprenait un département football, que Jean, chauffeur-livreur, fut retenu en équipe de France. Son club, en effet était affilié à la FCAF qui revendiquait des places en sélection. Elle fut écoutée plutôt deux fois qu'une puisque, mis à part Jean un autre joueur issu de ses rangs figura ce jour-là sur le terrain : André Sollier de Vitry. 
Incorporé au 69e RI en 1911, Pacot est élu membre de la commission de football de la FCAF en 1913, avant d’être mobilisé le 3 août 1914. Rapidement fait prisonnier, il échoue au camp de Meschede en Allemagne d’où il ne sera rapatrié qu’en décembre 1918, après plus de quatre ans de captivité. Il reviendra sur les terrains après la guerre en tant qu’arbitre. Victime en 1934 d’un ulcère du duodénum nécessitant une opération, il décédera en 1962.

## Source
- Daniel Chaumier, Les bleus, éd. Larousse.